# Chterivka
Chterivka (ukrainien : Штерівка, russe : Штеровка, Chterovka) est un village et une commune de type urbain situé dans le Donbass dans l'oblast de Louhansk; il dépend administrativement du conseil de commune de Khroustalny et fait partie de la république populaire de Lougansk. Il comptait 1 234 habitants en 2019.

## Géographie
Le réservoir Ielyzavetynske se trouve au nord-est du village.

## Histoire
La localité est documentée depuis le début du XVIIIe siècle et la date de fondation du village est 1723 par le colonel serbe Piotr Chteritch qui y installe son domaine.
Le pouvoir bolchévique s'y installe en novembre 1917, mais ensuite la région est aux mains de l'armée blanche, jusqu'à la fin de 1919. Le village obtient son statut de commune de type urbain en 1938. Pendant la Grande Guerre patriotique, 287 habitants partent pour le front et une centaine sont tués. Chterovka est occupée à l'automne 1941 par l'armée allemande. En 1942, des résistants sont fusillés. Des habitants sont déportés au titre du travail forcé en Allemagne. La région est libérée à l'automne 1943.
En 1989, le village compte 1 919 habitants et 1 273 habitants en 2013.

## Transport
Le village est à 7 km de la gare de chemin de fer de Petrovenka, sur la ligne Tchernoukhyne-Doljanska.